# Kopa
Kopa (grčki srednji rod Κόππα, veliko slovo Ϙ, malo ϙ) slovo je koje se nekada rabilo u grčkom alfabetu, za glas [k] ispred [a] i [o]. Kasnije je ispalo iz uporabe u riječima, ali je ostalo kao broj 90. Grafički oblik korišten za broj je evoluirao u Ϟ, ϟ. Ovo slovo je izvor latiničkog Q.
Kopa se rabilo kao simbol za grad Korint, koji se nekad pisao Ϙόρινθος. Od njega je nastala i arhaična ćirilićna brojka (Ҁ, ҁ).
Simbol vuče porijeklo iz iz feničkog kof:
| Protosemitsko kof   | Feničko kof | Ranogrčko kopa |
| Proto- semitsko kof | Feničko kof | Grčko kopa     |

Kopa je ostalo u upotrebi u nekim dorskim zapisima od Knosa do Homera do 5. stoljeća pr. Kr.
Korintski stater, s pegazom i kopom za Korint na licu, a Atenom na naličju:
Standardi Unicode i HTML podržavaju obje verzije simbola kopa:
|                     | Unikod | Unikod                           | HTML     | HTML | izgled ovisi o pregledniku | poveznice (engl.)                |
| k. točka            | naziv  | kod                              | entitet  |      | izgled ovisi o pregledniku | poveznice (engl.)                |
| ------------------- | ------ | -------------------------------- | -------- | ---- | -------------------------- | -------------------------------- |
| Slovo kopa (veliko) | U+03D8 | GREEK LETTER ARCHAIC KOPPA       | &#x03D8; | nema | Ϙ                          | detaljni podaci test preglednika |
| Slovo kopa (malo)   | U+03D9 | GREEK SMALL LETTER ARCHAIC KOPPA | &#x03D9; | nema | ϙ                          | detaljni podaci test preglednika |
| Broj kopa (veliki)  | U+03DE | GREEK LETTER KOPPA               | &#x03DE; | nema | Ϟ                          | detaljni podaci test preglednika |
| Broj kopa (mali)    | U+03DF | GREEK SMALL LETTER KOPPA         | &#x03DF; | nema | ϟ                          | detaljni podaci test preglednika |